# 스파이 인 블랙
스파이 인 블랙(The Spy In Black)은 영국에서 제작된 마이클 포웰 감독의 1939년 영화이다. 콘라드 베이트 등이 주연으로 출연하였고 어빙 어셔 등이 제작에 참여하였다.

## 출연

### 주연
- 콘라드 베이트
- 세바스티언 쇼

### 조연
- 밸러리 홉슨
- 마리우스 고링
- 준 두프레즈
- Agnes Laughlan

## 제작진
- 원작자: J. Storer Clouston
- 미술: 빈센트 코르다